# Omero Tognon
Pour les articles homonymes, voir Tognon.
Omero Tognon (né le 3 mars 1924 à Padoue et mort le 23 août 1990 à Pordenone) est un joueur et entraîneur de football italien.

## Biographie
Natif de Padoue, Omero Tognon fut un solide défenseur au sein de l'effectif du Milan à la fin des années 1940 et dans les années 1950. Il resta en tout 11 saisons dans l'équipe lombarde et joua 335 matchs, ce qui fait de lui l'un des joueurs les plus capés du club, dépassé seulement par Gianni Rivera, Paolo Maldini, Franco Baresi, Alessandro Costacurta, Mauro Tassotti, Nils Liedholm et Cesare Maldini. Il formait un célèbre tandem au milieu avec Carlo Annovazzi. 
Il fut appelé en équipe d'Italie pour le mondial 1950, mais lui et Emilio Caprile, Giuseppe Casari ainsi que Benito Lorenzi ne jouèrent pas un seul match du tournoi. Il aura une occasion de plus lors de la coupe du monde 1954 où il évolua en défense centrale. Le second match contre la Suisse sera sa dernière apparition sous les couleurs des Azzurri. 
Avec le Milan, il gagna deux scudetti, en 1951 avec 37 matchs joués sur 38, et en 1955 sans aucun match joué.